# كولن كامبل (لاعب كرة قدم أسترالية)
كولن كامبل (بالإنجليزية: Colin Campbell)‏ هو لاعب كرة قدم أسترالية أسترالي، ولد في 2 يناير 1918 في Thornbury, Victoria ‏ في أستراليا، وتوفي في 18 أكتوبر 2003.

## وصلات خارجية
- كولن كامبل على موقع AustralianFootball.com (الإنجليزية)
- كولن كامبل على موقع AFLtables.com (الإنجليزية)